# Coleophora richteri
Coleophora richteri é uma espécie de mariposa do gênero Coleophora pertencente à família Coleophoridae.